# ووچرچ
ووچرچ (به انگلیسی: Vowchurch) یک روستا و محله مدنی در بریتانیا است که در هرفوردشر واقع شده‌است. ووچرچ ۱۷۶ نفر جمعیت دارد.